# Web science
Web science — молодая наука, объединяющая изучение социальных и технических аспектов развития всемирной паутины.
Инициатива по созданию данной науки выдвинута Тимом Бернерсом-Ли 2 ноября 2006 года в Массачусетском технологическом институте (совместно с Саутгемптонским университетом) как Web Science Research Initiative (WSRI). Позже, в 2009 году, WSRI сменила название на Web Science Trust.

## Изучаемые области
Предмет науки охватывает следующие основные вопросы:
- история всемирной паутины,
- развитие всемирной паутины,
- всемирная паутина и общество,
- приспособление всемирной паутины к «миру международной торговли»,
- анализ всемирной паутины.

## Дисциплины, связанные с Web Science
Web Science — это интердисциплинарная наука, состоящая из различных наук и дисциплин, например: computer science, математика, искусственный интеллект, web engineering, психология, социология, политика, экономика и многие другие (в том числе биология).

## Институты
К 2013 году в ряде университетов и учебных центров мира разработано около 15 курсов, посвящённых Web science. Некоторые университеты запустили онлайн версии курса Web Science.